# Гульйонезі
Гульйонезі, Ґульйонезі (італ. Guglionesi) — муніципалітет в Італії, у регіоні Молізе,  провінція Кампобассо.
Гульйонезі розташоване на відстані близько 210 км на схід від Рима, 45 км на північний схід від Кампобассо.
Населення — 5380 осіб (2014).
Щорічний фестиваль відбувається 3 червня. Покровитель — Adamo abate.

## Демографія
Населення за роками:

Станом на 1 січня 2023 року в муніципалітеті офіційно проживало 300 іноземців з 38 країн, серед них 133 громадяни країн Євросоюзу та 16 громадян України.

## Сусідні муніципалітети
- Кампомарино
- Ларино
- Монтечильфоне
- Монтенеро-ді-Бізачча
- Палата
- Петаччато
- Портоканноне
- Сан-Джакомо-дельї-Ск'явоні
- Сан-Мартіно-ін-Пенсіліс
- Термолі